# Александру Мітріце
Александру Мітріце (рум. Alexandru Mitriță, нар. 8 лютого 1995, Крайова) — румунський футболіст, лівий вінгер клубу «Нью-Йорк Сіті» та збірної Румунії, граючий на правах оренди за «Аль-Аглі».
Володар Кубка Румунії.

## Клубна кар'єра
Народився 8 лютого 1995 року в місті Крайова. Вихованець футбольної школи клубу «Університатя» (Крайова).
У дорослому футболі дебютував 2011 року виступами за команду клубу «Турну-Северин», в якій провів один сезон, взявши участь у 4 матчах чемпіонату. 
Згодом з 2012 по 2015 рік грав у складі команд клубів «Віїторул» та «Стяуа».
Своєю грою за останню команду привернув увагу представників тренерського штабу клубу «Пескара», до складу якого приєднався 2015 року. Відіграв за пескарський клуб наступні два сезони своєї ігрової кар'єри.
Протягом 2017—2019 років захищав кольори команди клубу «КС Університатя».
До складу клубу «Нью-Йорк Сіті» приєднався 2019 року. 

## Виступи за збірні
У 2011 році дебютував у складі юнацької збірної Румунії, взяв участь у 16 іграх на юнацькому рівні, відзначившись 4 забитими голами.
Протягом 2014–2015 років залучався до складу молодіжної збірної Румунії. На молодіжному рівні зіграв у 8 офіційних матчах, забив 1 гол.
У 2018 році дебютував в офіційних матчах у складі національної збірної Румунії.

## Статистика виступів

### Статистика виступів за збірну
| Дата       | Місто   | Господарі | Результат | Гості      | Турнір                               | Голи | Примітки |
| ---------- | ------- | --------- | --------- | ---------- | ------------------------------------ | ---- | -------- |
| 24-3-2018  | Нетанья | Ізраїль   | 1 – 2     | Румунія    | товариський матч                     | -    | 61'      |
| 27-3-2018  | Крайова | Румунія   | 1 – 0     | Швеція     | товариський матч                     | -    | 54'      |
| 5-6-2018   | Плоєшті | Румунія   | 2 – 0     | Фінляндія  | товариський матч                     | -    | 80'      |
| 7-9-2018   | Плоєшті | Румунія   | 0 – 0     | Чорногорія | Ліга націй УЄФА 2018-2019 - 1-й етап | -    | 68'      |
| 10-9-2018  | Белград | Сербія    | 2 – 2     | Румунія    | Ліга націй УЄФА 2018-2019 - 1-й етап | -    | 61'      |
| 11-10-2018 | Вільнюс | Литва     | 1 – 2     | Румунія    | Ліга націй УЄФА 2018-2019 - 1-й етап | -    | 78'      |
| Усього     |         | Матчів    | 6         |            | Голів                                | 0    |          |

| Дата       | Місто         | Господарі          | Результат | Гості             | Турнір                             | Голи | Примітки |
| ---------- | ------------- | ------------------ | --------- | ----------------- | ---------------------------------- | ---- | -------- |
| 5-3-2014   | Буфтя         | Румунія            | 3 – 1     | Фарерські острови | Кваліфікація молодіжного Євро-2015 | -    |          |
| 13-8-2014  | Плоєшті       | Румунія            | 2 – 1     | Італія            | Товариський матч                   | -    |          |
| 8-10-2014  | Бузеу (місто) | Румунія            | 3 – 1     | Албанія           | Товариський матч                   | -    |          |
| 13-10-2014 | Скоп'є        | Північна Македонія | 2 – 1     | Румунія           | Товариський матч                   | -    |          |
| 26-3-2015  | Тиргу-Муреш   | Румунія            | 3 – 0     | Ісландія          | Товариський матч                   | 1    |          |
| 16-6-2015  | Тиргу-Муреш   | Румунія            | 3 – 0     | Вірменія          | Кваліфікація молодіжного Євро-2017 | -    |          |
| 4-9-2015   | Тиргу-Муреш   | Румунія            | 0 – 2     | Болгарія          | Кваліфікація молодіжного Євро-2017 | -    |          |
| 8-9-2015   | Єреван        | Вірменія           | 2 – 3     | Румунія           | Кваліфікація молодіжного Євро-2017 | -    |          |
| Усього     |               | Матчів             | 8         |                   | Голів                              | 1    |          |

## Титули і досягнення
- Володар Кубка Румунії (1):

«КС Університатя»: 2017-2018